# Трилисник (геральдика)
Трилисник — лист конюшини, що є популярним мотивом у геральдиці.

## Геральдичний елемент
Як негеральдична фігура або як частина поділу щита трилисник використовується досить часто, оскільки має позитивне символічне значення. Трилисник, серед іншого, означає удачу в християнській символіці для Трійці.
- В геральдиці його в першу чергу беруть з 3 листами, тобто формують із трьох сегментів кола. Вони розташовані у формі листа конюшини.
- Стилізована форма без стебла поширена як геральдичний елемент.
- Це фігура, з якої походить трефа гральних карт, ім’я якого еволюціонувало від французького терміну Trèfle для конюшини.
- На грудях геральдичних орлів конюшина знаходиться на кінцях крил під назвою стебло конюшини.
- На кінцях рамен хрестів лист конюшини - це тезка до зайнятого ним хреста, трилистого хреста (лазарівський хрест або брабантський хрест).
- Його також використовують як тинктуру.
- Більш рідкісний варіант - квітка конюшини (лист конюшини з квіткою).
- Герб Клеве має три конюшини (2:1) навколо серцевого щита.

Трилисник
Трилисник як центральна фігура
Трилисник як середня фігура Герлмштейм
Трилисник у щитку
Поле усіяне трилисниками
Обтяжене трилисниками поле
Трилисник з квіткою Лані
Трилисник у короні Лер
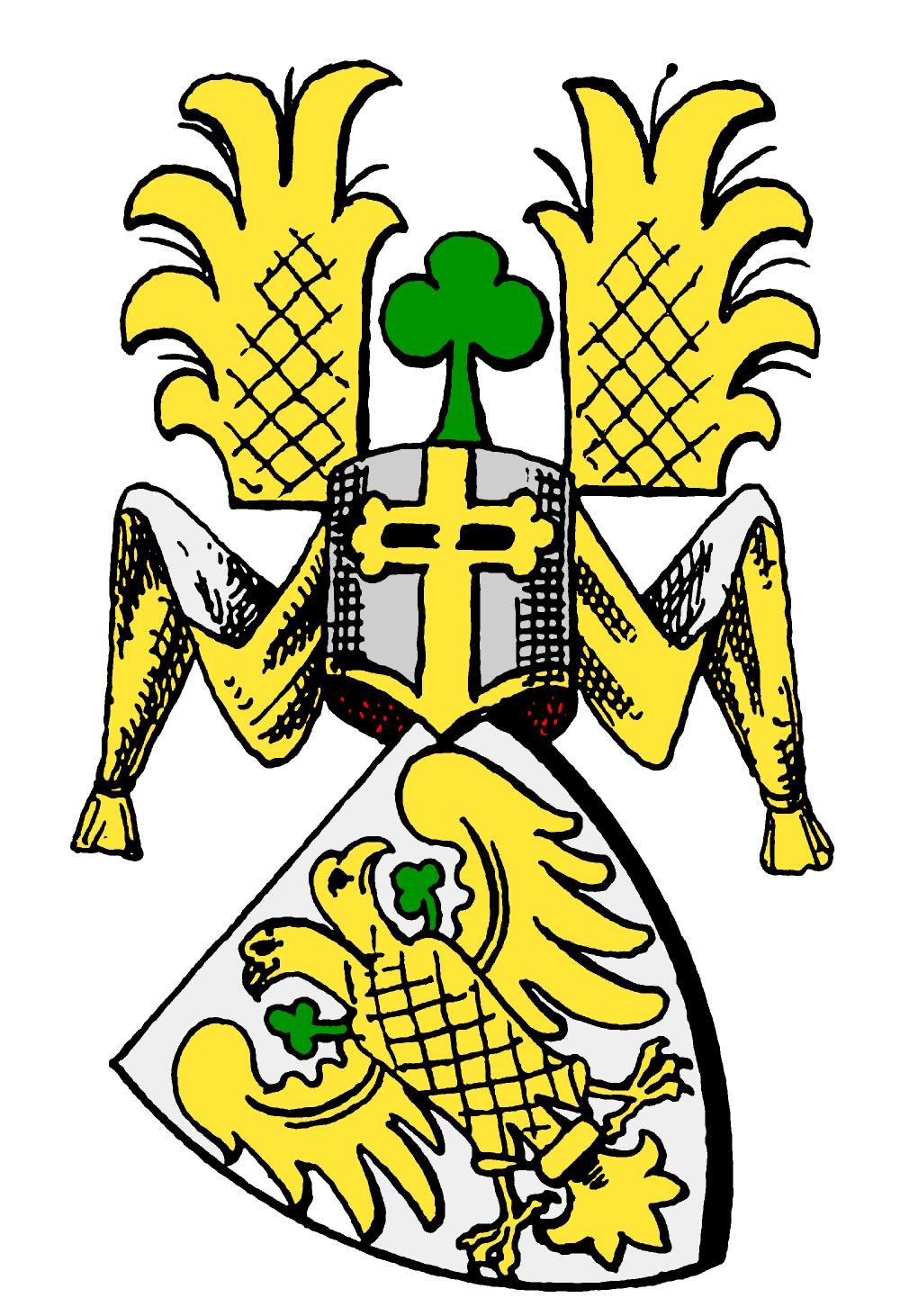
Трилисник у клейноді

## Вирізаний трилисник
Спеціальна форма є основою для поділу щита: крій трилисника. Це герб, вирізаний, щоб розбити щит на бажані геральдичні частини. Тут лінія поділу переривається, часто посередині, із конюшиноподібною зміною. Трилисник може мутувати між геральдичним зображенням і середньою фігурою.

Трилисниковий виріз
Трилисниковий поділ
Трилисникове розсічення
Трилисникоподібно відділена глава

## Герби
Трилисник фігурує на вивісках організацій та на емблемах клубів, наприклад футбольних клубів.

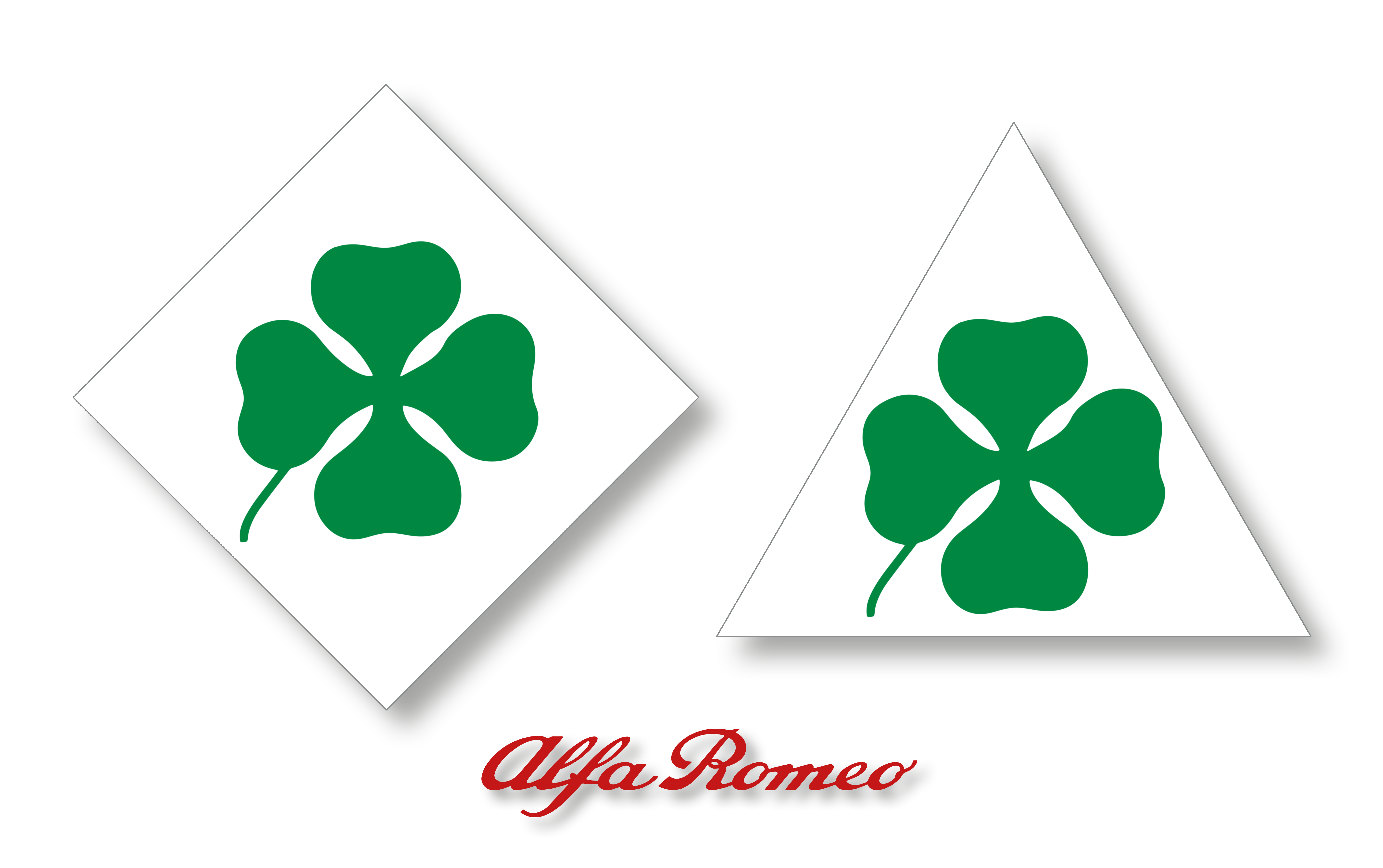
„Quadrifoglio Verde“

## Знак монетного двора
Конюшина використовувалась як клеймо майстра монетного двору на монетах, наприклад, монетних дворів Аннаберг, Фрайберг, Лангенсальца, Цвіккау та Шнейберга. Лист конюшини є знаком монетного двору майстра Августина Горна (Аннаберг, Фрайберг, Лангенсальц, Цвіккау та Шнейберг) та Мельхіора Ірміша (Аннаберг).

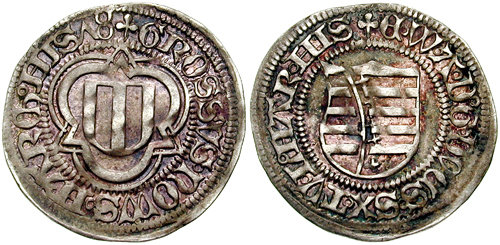
Грош, монетний двір Цвіккау
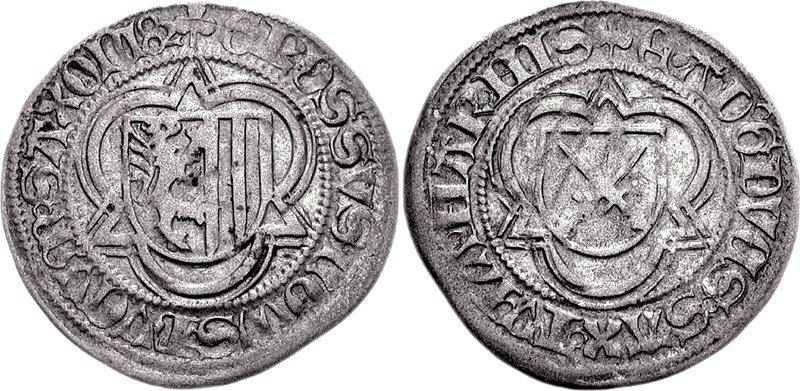
Монета на половину меча, монетний двір Цвіккау та Шнейберга